# DDT666
DDT666 is een artistiek kunstwerk in Amsterdam-Zuid.
Het is volgens de gemeente Amsterdam één van de oudste vormen van graffiti in Amsterdam. De kleine muurschildering werd in 1978 gezet door Ivar Vičs alias Dr. Rat. Vičs was met Diana Ozon punkclub DDT gestart. Hij zette weliswaar nog meer tags, maar de meeste verdwenen al weer net zo snel als ze gekomen waren. In 2011 werd al tijdens de aanmaak van een biografie over Vičs door Matijn Haas duidelijk, dat bijna al zijn werk is verdwenen. Overigens kon Vičs er zelf maar kort van genieten; hij overleed in 1981 door een overdosis. Deze DDT666 bleef door de jaren heen bespaard, daarin geholpen door een boomlover, die dat deel van de gevel uit het zicht hield.
Op verzoek van kunstkenners werd de tag in 2013 vrijgemaakt van de bladeren, zodat het weer in volle glorie te zien was. Vičs zette overigens alleen DDT666; de graffiti rondom deze tekst is van derden, zo ook de tekst “ moet dood”, dat afkomstig was van iemand die uit de punkclub gezet was.
Na een restauratie in 2022 door Antonio Rava werd het bestempeld als zijnde kunsthistorisch van belang dan wel betekenisvol cultureel erfgoed. Stadsdeel voorzitter Sebastian Capel kwam de vernieuwde schildering in mei onthullen, al zij het weer verborgen. Zij vond plaats achter een aantal bouwketen, die er stonden vanwege de sloop en herbouw van het ertegenover staande Hondecoeterstraat 14.
Vičs hoefde voor dit werk niet ver te reizen; hij werd in de buurt grootgebracht.